# Val Lewton
Val Lewton, cujo nome verdadeiro era Vladimir Ivan Leventon (Ialta, Crimeia, Império Russo (atual Ucrânia), 7 de maio de 1904—Hollywood, 14 de março de 1951) foi um produtor cinematográfico judeu ucraniano norte-americano.
Era sobrinho da atriz da era do cinema mudo Alla Nazimova. Trabalhou como produtor para a RKO Pictures, onde produziu filmes de horror que se tornaram clássicos do gênero, entre eles estão os filmes Sangue de Pantera (1942), A Morta-Viva (1943),O Homem-Leopardo (1943), A Sétima Vítima (1943), A Maldição do Sangue de Pantera (1944) e O Túmulo Vazio (1945), entre outros.

## Filmografia

### Como produtor

#### RKO
- Cat People (1942)
- I Walked with a Zombie (1943)
- The Leopard Man (1943)
- The Seventh Victim (1943)
- The Ghost Ship (1943)
- The Curse of the Cat People (1944)
- Mademoiselle Fifi (1944)
- Youth Runs Wild (1944)
- The Body Snatcher (1945)
- Isle of the Dead (1945)
- Bedlam (1946)

#### Outros
- My Own True Love (1949)
- Please Believe Me (1950)
- Apache Drums (1951)

### Como escritor
- No Man of Her Own (1932)
- The Body Snatcher (1945)
- Isle of the Dead (1945)
- Bedlam (1946)

### Outros
- A Star Is Born (1937, assistente de edição sem créditos)
- The Year's Work (1940, diretor, como Herbert Kerkow)

## Publicações
- The Improved Road. (Edinburgh: Collins and Sons, 1924)
- The Cossack Sword (Edinburgh: Collins and Sons, 1926). Edição dos EUA renomeada para publicação como Rape of Glory (Mohawk Press, 1931).
- The Fateful Star Murder (with Herbert Kerkow) (1931). Baseado no caso de assassinato de Starr Faithfull.
- Where the Cobra Sings (Macaulay Publishing Co, 1932; publicado sob o pseudônimo 'Cosmo Forbes')
- No Bed of Her Own. (Vanguard Press, 1932). Traduzido para nove idiomas e publicado em 12 países. Título alemão: Rose Mahoney: Her Depression . Incluído na lista de livros queimados por ordem de Hitler. Reeditado pela Triangle Books no final dos anos 1940.
- Four Wives (Vanguard Press, 1933) (como por "Carlos Keith")
- Yearly Lease (Vanguard Press, 1933)
- A Laughing Woman (Vanguard Press, 1933) (como por "Carlos Keith")
- This Fool Passion (Vanguard Press, 1933) (como por "Carlos Keith")